# Mouvement israélien pour des logements accessibles
Le mouvement israélien pour des logements accessibles de 2011, couramment appelé révolte des tentes (en hébreu : מחאת הדיור ou מחאת הנדל"ן ou מחאת האוהלים), est un mouvement social israélien, manifestant contre la cherté des logements (mal-logement) dans les villes israéliennes, formé le 14 juillet 2011.

## Historique
Le mouvement a débuté par un groupe sur le réseau social Facebook qui a amené des centaines de manifestants à camper sur le boulevard Rothschild de Tel Aviv. Le 26 juillet, un sondage publié par le journal Haaretz estime que 87 % de la population est favorable au mouvement. Le mouvement a gagné en soutien médiatique, ce qui permit de lancer un débat public en Israël relatif à la cherté du logement et au coût de la vie. Le mouvement s'est propagé dans plusieurs autres villes, avec des milliers d'Israéliens campant dans les villes majeures d'Israël afin d'alerter sur la cherté des logements et biens. Les participants s'opposent au cercle vicieux des prix du logement, qui ne permettent plus d'obtenir des logements corrects à prix accessibles. Le mouvement a été soutenu par des représentants élus, et le rassemblement le plus important a regroupé plus de 20 000 participants. Des opérations de blocage de la circulation ont été menées à travers Israël. Le 26 juillet, et afin de résoudre la crise, le gouvernement Netanyahu annonce de nouvelles mesures afin de construire 50 000 nouveaux logements, dont 25 000 seraient mis en location à 30 % du prix actuel. Les manifestants poursuivent leur mouvement, souhaitant une solution générale de fond.
Certains journaux suggèrent même que le Printemps arabe gagne Israël,. 
Le mouvement est aussi souvent rapproché du mouvement des Indignés qui réclament une réelle démocratie et critiquent la démocratie représentative. Si les moyens de protestations(Occupation des places et campements) et quelques revendications sont proches(lutte contre la casse sociale, lutte en faveur des services publics...) entre les deux mouvements, le mouvement des indignés israéliens se différencie par l'apparente absence de remise en cause du système politique représentatif. 

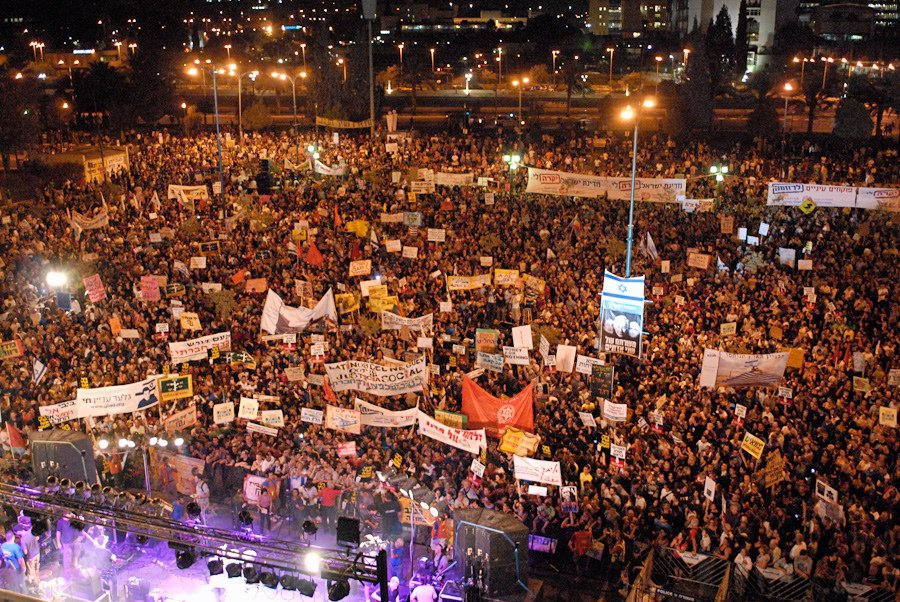
Manifestations à Beersheba, le 13 août 2011.

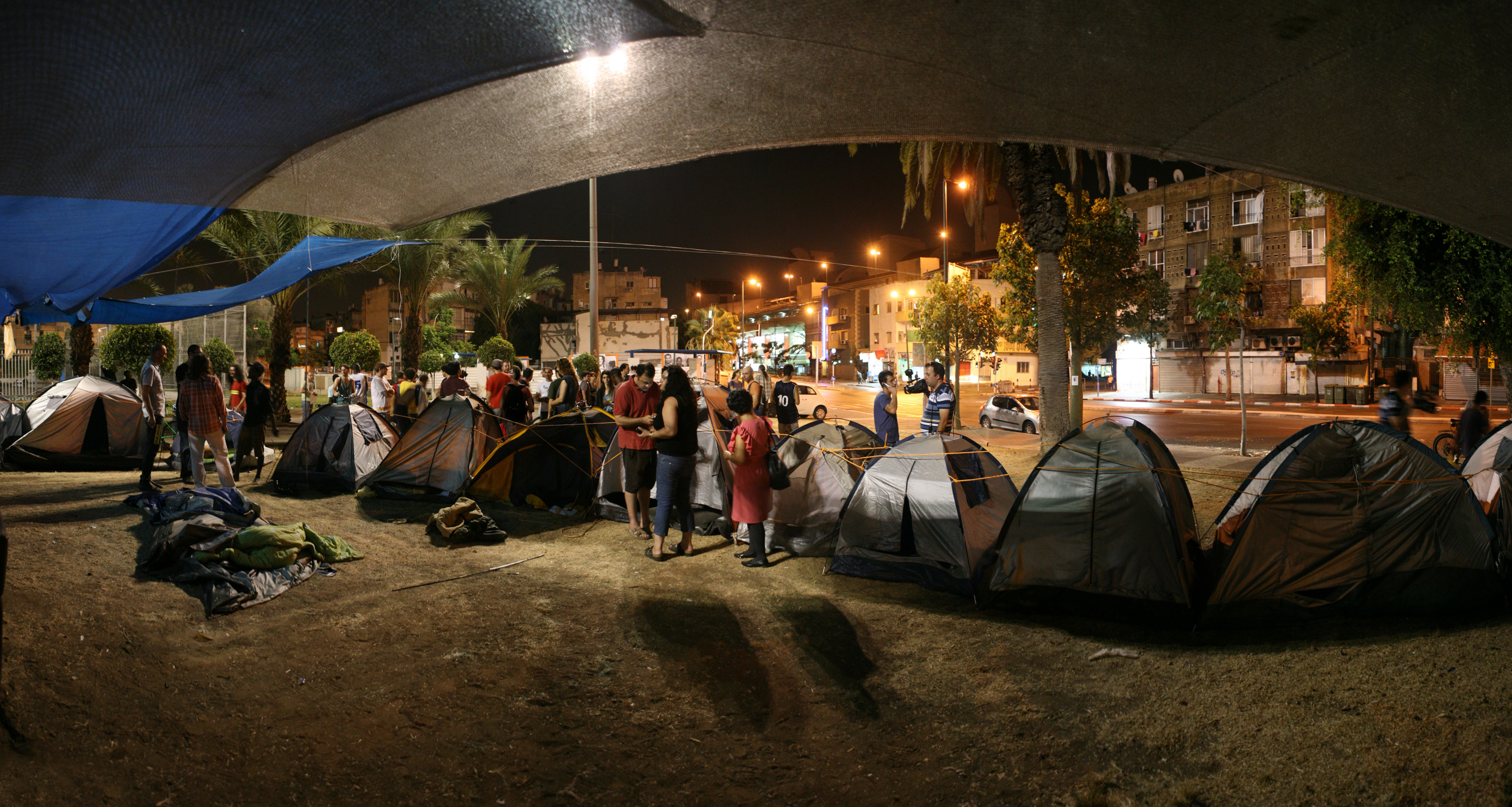
Campement de protestation pour la justice sociale dans le jardin Lewinsky dans le sud de Tel-Aviv.

Samedi 6 août 2011, plus de 300 000 personnes manifestent à Tel-Aviv et dans d'autres villes.
Le 13 août, quelque 75 000 personnes ont pris part à des rassemblements de masse dans seize villes et villages partout en Israël. Des manifestations ont eu lieu à Haïfa, Beersheba, Afula, Eilat, Rosh Pinna, Nahariya, Dimona, Petah Tikva, Modiin-Maccabim-Reout, Beït Shéan, Netanya, Ramat Ha-Sharon, Hod HaSharon, Rishon LeZion, Beit Shemesh et Ashkelon.
En réponse à ce mouvement, le gouvernement de Benyamin Netanyahou nomme une commission d'experts présidée par le professeur d'économie Manuel Trachtenberg qui doit rendre ses conclusions à la mi-septembre 2011. 
Samedi 3 septembre, environ 400 000 personnes participent à plusieurs manifestations qui ont lieu dans plusieurs villes du pays, dans ce qui est décrit comme le plus large mouvement social dans l'histoire d'Israël, certains manifestant même à New York. On compte 300 000 manifestants dans la seule ville de Tel Aviv.
Haaretz annonce pour sa part un total de 450 000 manifestants. Selon le Figaro, le mouvement est partagé entre les tenants de la discussion avec le gouvernement menés par Itzik Shmuli, le dirigeant de l'Union des étudiants, et ceux qui suivent Daphni Leef, la jeune femme de 25 ans, réalisatrice de vidéo, qui a tout déclenché le 14 juillet en installant la première tente de protestation, qui est plus intransigeante.
Dans la nuit du 6 au 7 septembre, la mairie de Tel Aviv commence à évacuer les campements, notamment celui de l'avenue Rothschild. Le maire de Tel Aviv, Ron Huldai, qui déclare soutenir le mouvement de protestation, estime que des actes de vandalisme ont été perpétrés, justifiant l'évacuation,.
Le mouvement reprend à l'été 2012, toutefois avec moins d'ampleur mais plus dramatiquement car un manifestant, ancien chef d'entreprise ruiné, se suicide par le feu et d'autres immolations s'ensuivent.